# Alexandria (Minnesota)
Alexandria ist eine Stadt (mit dem Status „City“) und Verwaltungssitz des Douglas County im mittleren Westen des US-amerikanischen Bundesstaates Minnesota. Das U.S. Census Bureau hat bei der Volkszählung 2020 eine Einwohnerzahl von 14.335 ermittelt.

## Geografie
Alexandria liegt inmitten einer Seenlandschaft auf 45°53′07″ nördlicher Breite und 95°22′38″ westlicher Länge. Die Stadt erstreckt sich über 43,25 km², die sich über 41,34 km² Land- und 1,91 km² Wasserfläche verteilen.
Benachbarte Orte von Alexandria sind Garfield (11,9 km nordwestlich), Carlos (15,1 km nordöstlich), Nelson (9,8 km östlich) und Forada (13 km südlich).
Die nächstgelegenen größeren Städte sind Fargo in North Dakota (176 km nordwestlich), Duluth am Oberen See (335 km ostnordöstlich), Minneapolis (212 km südöstlich), Minnesotas Hauptstadt Saint Paul (230 km südöstlich) und Sioux Falls in South Dakota (366 km südlich).

## Verkehr
Entlang des südlichen Stadtrandes von Alexandria führt in West-Ost-Richtung die Interstate 94 und der hier auf gleicher Strecke verlaufende U.S. Highway 52, die von den Twin Cities in westliche Richtung führen. Im Stadtzentrum treffen die Minnesota State Routes 27 und 29 zusammen. Alle weiteren Straßen sind untergeordnete teils unbefestigte Fahrwege sowie innerörtliche Verbindungsstraßen.
In Nord-Süd-Richtung verläuft eine Eisenbahnlinie der Canadian Pacific Railway durch das Stadtgebiet von Alexandria.
Mit dem Alexandria Municipal Airport befindet sich im Süden des Stadtgebiets von Alexandria ein kleiner Flugplatz. Der nächste Großflughafen ist der Minneapolis-Saint Paul International Airport (235 km südöstlich).

## Geschichte
Die ersten weißen Siedler waren 1858 die Brüder Alexander und William Kenkead aus Delaware. 1859 wurde ein Postamt errichtet, dem Alexander Kenkead als Posthalter vorstand. Der Ort, an dem sich zu dieser Zeit noch mehr Siedler ansiedelten, wurde nach dem Vornamen des Posthalters Alexandria genannt.
Während des Bürgerkrieges wuchs die Stadt stetig. 1862 wurde ein Fort des US-Heeres in Alexandria errichtet.
1877 wurde der Ort als „Village“ inkorporiert. 1908 wurde eine städtische Satzung angenommen und im Jahr 1909 wurde dem Ort der Status „City“ verliehen.
In einem Museum in Alexandria befindet sich der Runenstein von Kensington, der rund 30 km südwestlich von Alexandria „gefunden“ wurde, aber eine Fälschung ist.

## Demografische Daten
Nach der Volkszählung im Jahr 2010 lebten in Alexandria 11.070 Menschen in 5298 Haushalten. Die Bevölkerungsdichte betrug 267,8 Einwohner pro Quadratkilometer. In den 5298 Haushalten lebten statistisch je 2,02 Personen.
Ethnisch betrachtet setzte sich die Bevölkerung zusammen aus 96,3 Prozent Weißen, 0,8 Prozent Afroamerikanern, 0,4 Prozent amerikanischen Ureinwohnern, 0,7 Prozent Asiaten sowie 0,3 Prozent aus anderen ethnischen Gruppen; 1,4 Prozent stammten von zwei oder mehr Ethnien ab. Unabhängig von der ethnischen Zugehörigkeit waren 1,5 Prozent der Bevölkerung spanischer oder lateinamerikanischer Abstammung.
19,1 Prozent der Bevölkerung waren unter 18 Jahre alt, 58,9 Prozent waren zwischen 18 und 64 und 22,0 Prozent waren 65 Jahre oder älter. 51,7 Prozent der Bevölkerung war weiblich.

Das mittlere jährliche Einkommen eines Haushalts lag bei 35.050 USD. Das Pro-Kopf-Einkommen betrug 22.726 USD. 20,2 Prozent der Einwohner lebten unterhalb der Armutsgrenze.

## Bekannte Bewohner
- Melissa Erickson (* 1990), Bahnradsportlerin – geboren in Alexandria
- Duane Hanson (1925–1996) – Bildhauer – geboren in Alexandria
- Edward Hanson (1889–1959) – Marineoffizier, 1938–1940 Militärgouverneur von Amerikanisch-Samoa – geboren in Alexandria
- John Hawkes (* 1959) – Schauspieler und Musiker – geboren und aufgewachsen in Alexandria
- Peter Krause (* 1965) – Schauspieler – geboren in Alexandria
- Tom Lehman (* 1959) – Profigolfer der PGA TOUR – aufgewachsen in Alexandria
- Josh Meyers (* 1985) – Eishockeyspieler – geboren in Alexandria
- Knute Nelson (1843–1923) – Zwölfter Gouverneur von Minnesota (1893–1895) und US-Senator (1895–1923) – lebte mehrere Jahre in Alexandria
- Todd Hendricks (* 1968) – Americanfootballspieler – aufgewachsen in Alexandria